# Árni Skaale
Árni Skaale (ur. 17 maja 1966 w Klaksvík)  – farerski polityk, od 2022 roku minister rybołówstwa.

## Życiorys
Urodził się jako syn Randi, z domu Joensen i Hedina Toma Skaale. Z wykształcenia jest inżynierem produkcji. Przez 22 lata pracował jako kierownik firmy Looknorth w Klaksvíku.
5 stycznia 2022 roku Farerska Partia Ludowa ogłosiła, że Skaale uzyskał partyjną nominację na stanowisko ministra rybołówstwa. Dzień później premier powołał go w skład rządu na tym stanowisku.

## Życie prywatne
Jest żonaty z Halldis, wraz z którą ma troje dzieci.